# Dobrywoda
Dobrywoda (ukr. Добривода) – wieś na Ukrainie, w obwodzie rówieńskim, w rejonie radziwiłłowskim.